# Kaempferia evansii
Kaempferia evansii är en enhjärtbladig växtart som beskrevs av Ethelbert Blatter. Kaempferia evansii ingår i släktet Kaempferia och familjen Zingiberaceae. Inga underarter finns listade i Catalogue of Life.